# شهرستان لوپ (نبراسکا)
شهرستان لوپ، نبراسکا (به انگلیسی: Loup County, Nebraska) یک سکونتگاه مسکونی در ایالات متحده آمریکا است که در نبراسکا واقع شده‌است.

## خصوصیات
شهرستان لوپ ۱٬۴۷۸٫۸۹ کیلومترمربع مساحت دارد.